# Richardia calcarata
Richardia calcarata är en tvåvingeart som beskrevs av Friedrich Georg Hendel 1912. Richardia calcarata ingår i släktet Richardia och familjen Richardiidae. Inga underarter finns listade i Catalogue of Life.